# Saprinus erichsonii
Saprinus erichsonii är en skalbaggsart som beskrevs av Sylvain Auguste de Marseul 1855. Saprinus erichsonii ingår i släktet Saprinus och familjen stumpbaggar. Inga underarter finns listade i Catalogue of Life.